# U-Bahnhof Heimersdorf
Der U-Bahnhof Heimersdorf ist eine Tunnelstation im Kölner Norden, die von der Stadtbahn-Linie 15 bedient wird.

## Lage
Der U-Bahnhof befindet sich im Kölner Stadtteil Heimersdorf unter dem Haselnußweg. Die Station liegt in einem kleinen Tunnel, deren beiden Seitenbahnsteige gut 90 Meter lang sind. Die Linie 15 führt in nördlicher Richtung zur Endstation Chorweiler, in südlicher Richtung über Longerich, Weidenpesch, Ebertplatz und die Ringe zum Ubierring.
Der Bahnhof wird von den KVB-Buslinien 122 und 125 angefahren. Die Linie 122 führt östlich zur Wilhelm-Sollmann-Straße und nördlich über Chorweiler nach Pesch, die Linie 125 bietet Umsteigemöglichkeiten in den Norden Richtung Weiler und in den Osten nach Pulheim-Sinnersdorf.

## Geschichte
Mit dem Bau der Großwohnsiedlungen in Chorweiler brauchten diese einen Stadtbahnanschluss. Bis dahin verkehrten drei Straßenbahnlinien (9, 10, 19) nur bis Longerich, das südlich der Siedlungen liegt. 1971 wurde die U-Bahn-Station als eine von zwei Stationen der Streckenverlängerung fertiggestellt, die fortan von der Linie 9 bedient wurde. Im Zuge der Liniennetzreform 1994 führte die Linie 9 nun nach Sülz anstatt nach Chorweiler; die Linie 18 übernahm im Gegenzug ab dem Ebertplatz die Strecke nach Chorweiler. 2003 tauschten die Linien 18 und 15 im Zuge der Trennung von Hochflur- und Niederflurnetz ihre nördlichen Linienenden, sodass die Station seitdem nur von der Linie 15 bedient wird.

## Gestaltung
Da in den 1960 bis 1980er Jahren das Kölner Straßen- und Stadtbahnnetz mit Einrichtungs-Straßenbahnwagen (DÜWAG) bedient wurde, mussten die Stationen Seitenbahnsteige aufweisen. Deren Oberfläche hat hier eine Höhe von 35 cm über der Schienenoberkante. Die Wände der Station sind grau gekachelt, die beiden Richtungsgleise werden durch hellgraue Säulen, die der Statik dienen, und einen Zaun getrennt. Diese Gestaltung gilt als zeittypisch für die Tunnelstationen der 1970er und frühen 1980er Jahre in Köln. Die Station ist barrierefrei.
| Linie | Linienverlauf | Takt   |
| ----- | --- | ------ |
| 15    | Chorweiler – Heimersdorf – Longerich – Weidenpesch – U Neusser Straße/Gürtel – U Florastraße – U Lohsestraße – U Ebertplatz – U Hansaring – U Christophstraße/Mediapark – U Friesenplatz – U Rudolfplatz – Zülpicher Platz – Barbarossaplatz – Chlodwigplatz – Ubierring | 10 min |